# Trilasma petersprousei
Espèce
Trilasma petersprousei est une espèce d'opilions dyspnois de la famille des Nemastomatidae.

## Distribution
Cette espèce est endémique du San Luis Potosí au Mexique. Elle se rencontre à Aquismón dans la grotte Hoya de las Guaguas.

## Description
La femelle holotype mesure 3,4 mm.

## Systématique et taxinomie
Cette espèce a été décrite par Shear en 2010.

## Étymologie
Cette espèce est nommée en l'honneur de Peter Sprouse.

## Publication originale
- Shear, 2010 : « New species and records of ortholasmatine harvestmen from México, Honduras, and the western United States (Opiliones, Nemastomatidae, Ortholasmatinae). » ZooKeys, vol. 52, p. 9–45.